# Matra R550 Magic
Pour les articles homonymes, voir Magic.
Le Matra R550 Magic (Missile Auto-Guidé Interception et Combat) est un missile air-air à courte portée de conception française. Il travaille grâce à un auto-directeur infrarouge bande I.

## Caractéristiques
Le Magic Mk 1 de base peut attaquer toute cible non frontale évoluant dans une aire de 140 degrés et à moins de 18 000 m (au-dessus de ce plafond, certaines limitations apparaissent). En combat rapproché, il est efficace à partir d'une portée d'environ 300 m et peut être tiré d'un appareil volant à plus de 1 300 km/h et manœuvrant à 6 G. Le système de guidage à infrarouges est du type SAT AD3601 à sulfure de plomb refroidi à l'azote liquide. La propulsion est assurée par un moteur-fusée SNPE composite à un étage. Le guidage en vol se fait par l'intermédiaire de surfaces canard cruciformes.

## Historique
Développé pour concurrencer le missile air-air infrarouge américain AIM-9 Sidewinder à partir de 1968, le Magic est tiré pour la première fois le 11 janvier 1972 à partir d'un Gloster Meteor du Centre d'essais en vol (CEV) sur une cible CT.20. 
Il est produit en série à partir de 1976 et adopté par l'armée de l'air française pour ses Mirage III, Mirage F1, puis Mirage 2000.
Au sein de l'Aéronautique navale de la Marine nationale française, le Magic est monté sur les F-8 Crusader et les Super Étendard. Sur F-8, le R550 est emmené en emport simple sur chaque côté du fuselage. L'emport sur pylône double est envisagé en 1983 mais, les efforts sur la structure étant trop importants, le système est abandonné.
Il est exporté dans plusieurs pays. Les premiers combats où le Magic R550 a été mis en œuvre ont eu lieu lors de la guerre de la frontière sud-africaine en Angola par la Force aérienne sud-africaine en 1981/82. Il fut peut-être utilisé pendant la guerre des Malouines par les Mirage III argentins. Les Mirage F1 EQ et les MiG-21 irakiens lui doivent plusieurs victoires sur l'aviation iranienne au cours de la guerre Iran-Irak.
Le Magic fut remplacé à partir de 1986 par un dérivé amélioré, le Matra R550 Magic II, ayant un auto-directeur plus performant et un moteur 10% plus puissant. L'autodirecteur amélioré du MAGIC II dispose d'un filtre qui lui permet de différencier la chaleur du moteur et les phénomènes de ionisation liés à l'usage de la post-combustion, entraînant l'explosion anticipée du missile.

## Utilisateurs
Utilisateurs des versions I et II :
Afrique du Sud, Arabie Saoudite, Argentine, Australie, Brésil, Cameroun, Chine, Émirats arabes unis, Espagne, Équateur, Égypte, France, Gabon, Grèce, Inde, Irak (534 version I reçu entre 1981 et 1985), Koweït, Liban, Libye, Maroc, Nigeria, Oman, Pakistan, Pérou, Portugal, Roumanie, Venezuela, Zaïre.